# セミコロン
セミコロン（英語: semicolon）は、欧文の約物のひとつで、「;」と書き表される。その形式はピリオドとコンマとの合体であり、これらの中間的役割を担う。
なお、日本語の文章中では滅多に使われないが、顔文字などでは比較的よく用いられる。C言語やJava等、多くのプログラミング言語で必ずと言って良いほど使われる記号でもある。数学でも用いられる記号である。

## 歴史

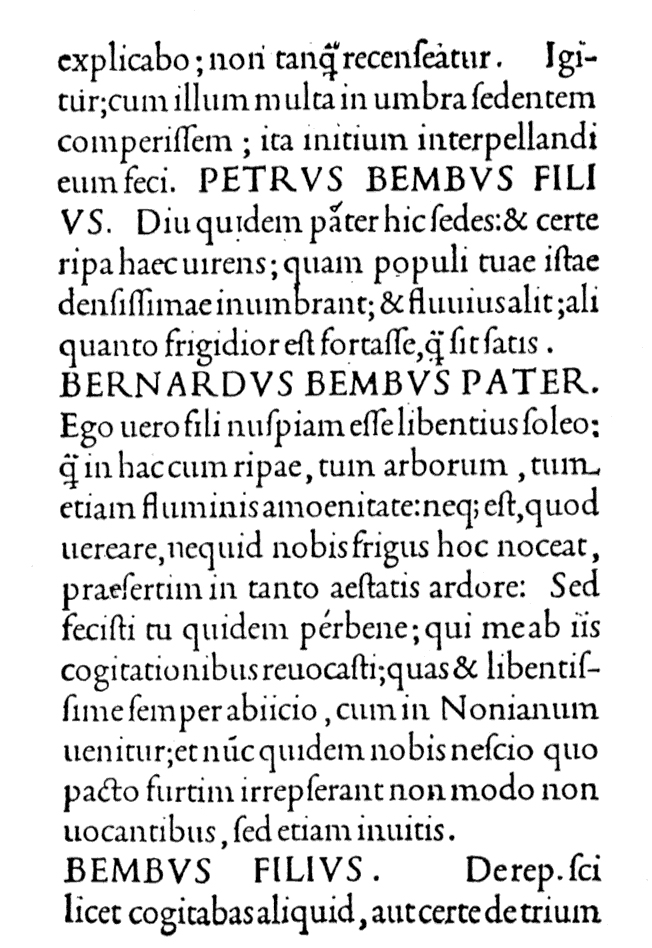
『デ・エトナ』(1495)

現代の意味でセミコロンが初めて使われた印刷物はイタリアのアルドゥス・マヌティウスによって出版されたピエトロ・ベンボ『デ・エトナ』(1494)であり、ピリオドとコンマの二分法よりも細かい区別を人文主義者が望んだ結果生まれた。
英語では19世紀前半にセミコロンは並列節の区切りとして頻繁に使われていたが、1880年代には文法家はセミコロンの用途を独立した文の区切りおよび長い一覧の下位区分のみに限るようになり、その使用頻度は減少した。ウンベルト・エーコ『薔薇の名前』には一度もセミコロンが使われておらず、またカート・ヴォネガットは『国のない男』の中でセミコロンの使用を激しく非難した。
日本語では基本的に「強い読点 (、)」ないし「弱い句点 (。)」である。あまりセミコロンは使われないが、明治時代に一部の作家によってセミコロンのかわりとして白ゴマ点を使うことが試みられた。
セミコロンは「半コロン」という意味である。ドイツ語: Strichpunkt、フランス語: point-virgule、イタリア語: punto e virgola、ロシア語: точка с запятойなどはいずれも「点（ピリオド）とコンマ」を意味する。
英国初登場は、1568年に出版されたチェスの手引きだった。

## 英文における用法
- 英語では、基本的に「強いコンマ ( , )」ないし「弱いピリオド ( . )」である。

1. たとえばコンマで区切られた6つの項目の内、前半3つと後半3つに分類したいときには3つ目の項目の後にコンマの代わりにセミコロンを置く。
2. 独立した2つの文が何らかの関係があるためつなげて書くとき、間に（最初の文の終止符のかわりに）セミコロンを置く。

## その他の言語における用法
- ギリシャ語では、セミコロンの形をした記号が疑問符として使われる。ギリシア語でセミコロンにあたる機能を持つのは中黒である。

## コンピュータにおける用法
- C言語、Adaなどのプログラミング言語では、文の終わりを表す。SQL文の終わりも通常はセミコロンを使用する。
- ALGOL、Pascalなどでは、文と文の区切りを表す。Pascalではまた仮引数の区切りにも用いる。
- シェルスクリプト、Pythonなどでは、1行に複数の文を書くときに文と文の区切りを表す。
- BASICでは、PRINT文において複数の値を続けて出力するために用いる。PRINT文の最後にセミコロンを置くと、改行を出力しないことを意味する。
- LISP、アセンブリ言語では、コメントの開始記号であることが多い。
- SGML、XMLなどの文字参照の終わりを表す。
- データの区切りに使用する。Microsoft WindowsのPATHの区切りやデータベース接続文字列の区切りなど。

## 数学における用法
- 関数の引数リスト {\displaystyle f(x_{1},x_{2},\dots ;a_{1},a_{2},\dots )} において、変数やパラメータを区切るために使われる。
- 構造を表す際に、領域（宇宙、台集合）と関数のリストと関係のリストとを区切るのに使われる。
たとえば、{\displaystyle {\mathfrak {A}}=(A;f_{1}^{\mathfrak {A}},f_{2}^{\mathfrak {A}},\ldots ;R_{1}^{\mathfrak {A}},R_{2}^{\mathfrak {A}},\ldots )}。

## 符号位置
| 記号 | Unicode | JIS X 0213 | 文字参照          | 名称                                      |
| ---- | ------- | ---------- | ----------------- | ----------------------------------------- |
| ;    | U+003B  | 1-1-8      | &#x3B; &#59;      | セミコロン SEMICOLON                      |
| ;    | U+037E  |            | &#x37E; &#894;    | Ελληνικός ερωτηματικό GREEK QUESTION MARK |
| ︔   | U+FE14  |            | &#xFE14; &#65044; | PRESENTATION FORM FOR VERTICAL SEMICOLON  |
| ﹔   | U+FE54  |            | &#xFE54; &#65108; | SMALL SEMICOLON                           |
| ；   | U+FF1B  | 1-1-8      | &#xFF1B; &#65307; | セミコロン（全角） FULLWIDTH SEMICOLON    |